# Brachynemurus longicaudus
Brachynemurus longicaudus är en insektsart som först beskrevs av Hermann Burmeister 1839.  Brachynemurus longicaudus ingår i släktet Brachynemurus och familjen myrlejonsländor. Inga underarter finns listade i Catalogue of Life.